# Wolfgang Mieder

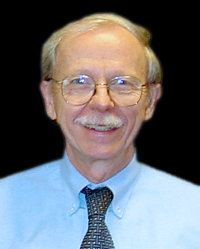
Wolfgang Mieder, 2004

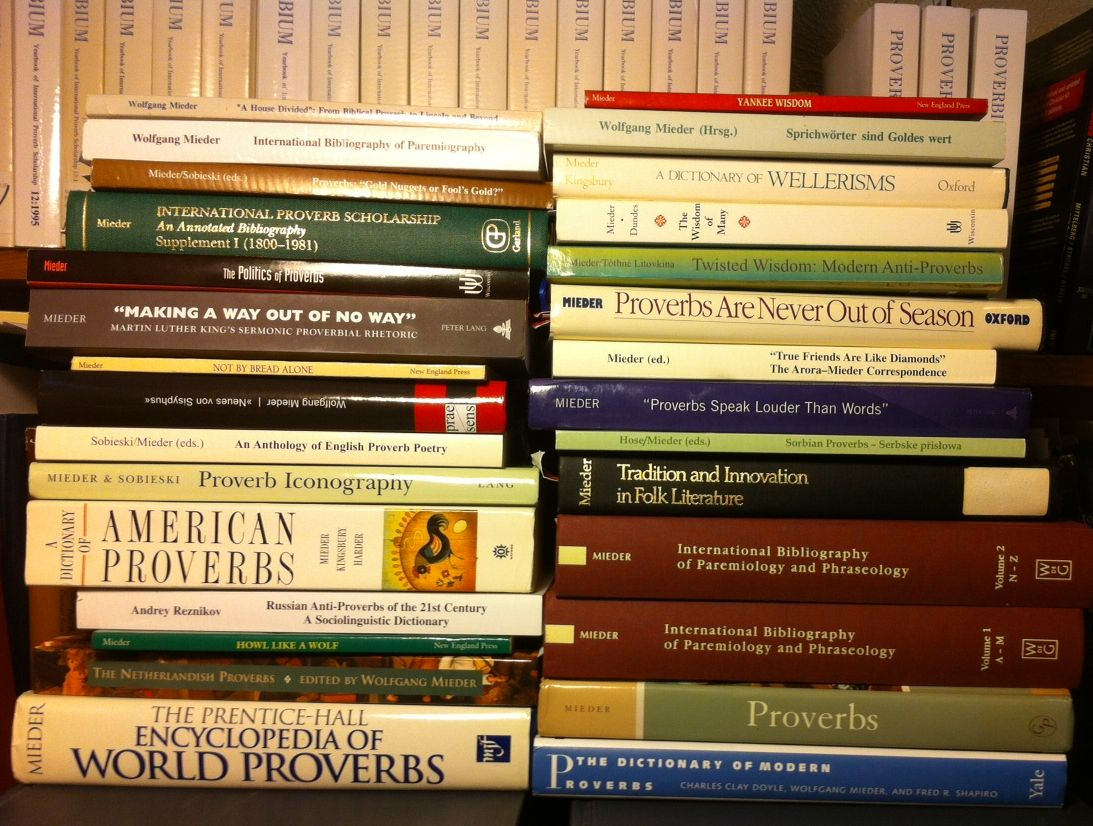
Wybrane prace

Wolfgang Mieder (ur. 17 lutego 1944) – germanista, paremiolog, profesor na Uniwersytecie w Vermont (USA), który specjalizuje się w badaniu przysłów, ich występowaniu w literaturze, prasie, polityce oraz reklamie. Jest wydawcą Proverbium: Yearbook of International Proverb Scholarship, gdzie pojawiają się najnowsze wyniki badań nad przysłowiami.

## Wybrane prace
- Sprichwort - Wahrwort. 1992
- Proverbs Are Never Out of Season: Popular Wisdom in the Modern Age. 1993
- Proverbs: A Handbook. 2004
- English Expressions. ISBN 978-3-15-009288-0
- Die schwarze Spinne. Erläuterungen und Dokumente. ISBN 978-3-15-008161-7
- Grimms Märchen, modern. Prosa, Gedichte, Karikaturen. ISBN 978-3-15-009554-6
- Deutsche Sprichwörter und Redensarten. (Lernmaterialien). ISBN 978-3-15-009550-8
- Andere Zeiten, andere Lehren. Sprichwörter zwischen Tradition und Innovation. ISBN 978-3-8340-0030-9
- Proverb Iconography. An International Bibliography. New York 1999.
- Wolfgang Mieder: Sprichwort. In: Kleine literarische Formen in Einzeldarstellungen (=Reclams Universal-Bibliothek 18187). Stuttgart 2002, S. 211-240.
- Wolfgang Mieder: „Liebt mich, liebt mich nicht...“ Studien und Belege zum Blumenorakel. Praesens Verlag, Wien 2001. ISBN 978-3-7069-0125-3
- Wolfgang Mieder: Der Rattenfänger von Hameln. Die Sage in Literatur, Medien und Karikatur. Praesens Verlag, Wien 2002. ISBN 978-3-7069-0175-8
- Wolfgang Mieder: „Die großen Fische fressen die kleinen“. Ein Sprichwort über die menschliche Natur in Literatur, Medien und Karikaturen. Praesens Verlag, Wien 2003. ISBN 978-3-7069-0182-6
- Wolfgang Mieder: „Wein, Weib und Gesang“. Zum angeblichen Luther-Spruch in Kunst, Musik, Literatur, Medien und Karikaturen. Praesens Verlag, Wien 2004. ISBN 978-3-7069-0266-3
- Wolfgang Mieder: „Nichts sehen, nichts hören, nichts sagen“. Die drei weisen Affen in Kunst, Literatur, Medien und Karikaturen. Praesens Verlag, Wien 2005. ISBN 978-3-7069-0248-9
- Wolfgang Mieder: „Cogito, ergo sum“ - Ich denke, also bin ich. Das Descartes-Zitat in Literatur, Medien und Karikaturen. Praesens Verlag, Wien 2006. ISBN 978-3-7069-0398-1
- Wolfgang Mieder: Hänsel und Gretel. Das Märchen in Kunst, Musik, Literatur, Medien und Karikaturen. Praesens Verlag, Wien 2007. ISBN 978-3-7069-0469-8